# Epactoides hyphydroides
Epactoides hyphydroides är en skalbaggsart som beskrevs av Lebis 1953. Epactoides hyphydroides ingår i släktet Epactoides och familjen bladhorningar. Inga underarter finns listade i Catalogue of Life.